# Solenopsis balachowskyi
Solenopsis balachowskyi es una especie de hormiga del género Solenopsis, subfamilia Myrmicinae.